# Ebremundo
Ebremundo (em latim: Ebremu(n)d(us)), Ebrimundo (em grego: Εβριμουθ, Ebrim(o)uth), Ebrimus (em grego: Εβρίμους, Ebrímous) ou Evermundo (em latim: Evermu(n)d(us)) foi um nobre ostrogodo do século VI. Em data incerta, desposou Teodenanda, filha do rei Teodato (r. 534–536) e sua esposa Gudeliva. Por seu casamento, pertenceu à dinastia dos Amalos. No início de 536, foi colocado no comando do estreito de Messina após a captura por Belisário da Sicília. Decidiu desertar com suas tropas para o Império Bizantino e foi enviado imediatamente a Constantinopla, onde o imperador Justiniano (r. 527–565) o recebeu e recompensou com a dignidade de patrício e muitos presentes de honra. Segundo Jordanes, que pode ter inventado o motivo, a deserção se deu, pois descobriu o plano de seu sogro para traí-lo.